# Zbór ewangelicko-augsburski w Ukcie

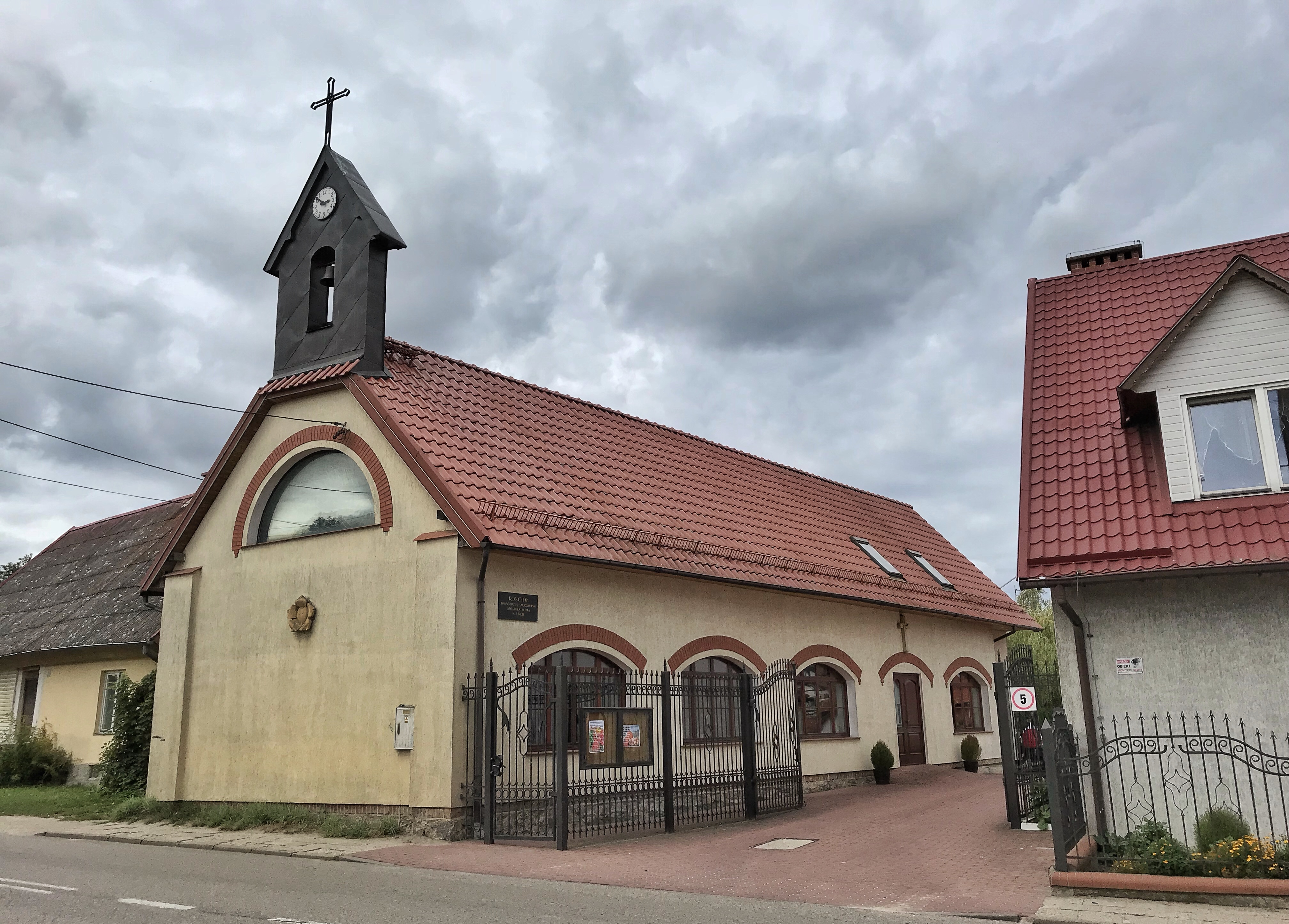
Kościół ewangelicki Apostoła Piotra w Ukcie

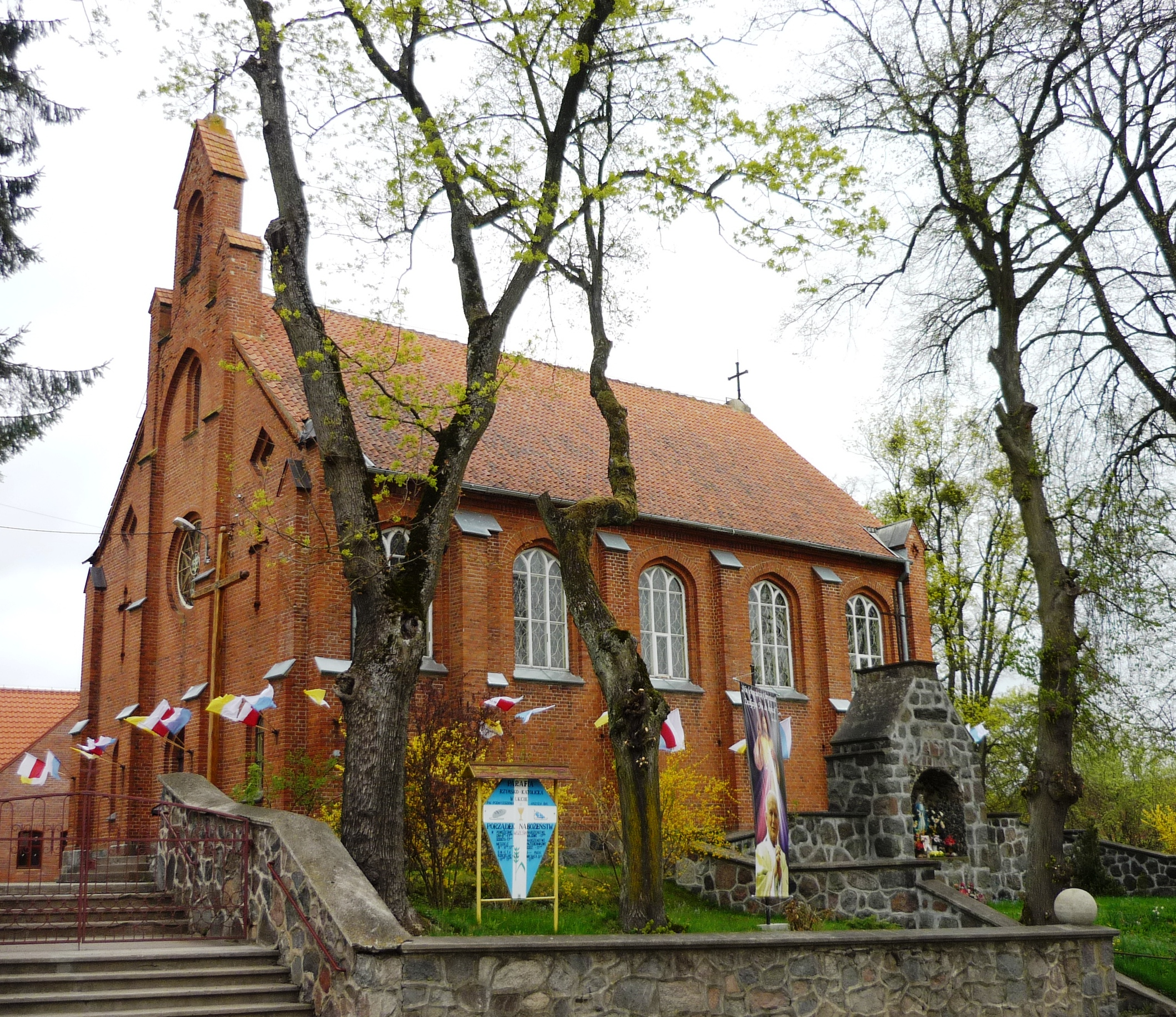
Dawny kościół ewangelicki, obecnie rzymskokatolicki

Zbór ewangelicko-augsburski w Ukcie – filiał Ukta, parafii ewangelicko-augsburskiej w Mikołajkach w województwie warmińsko-mazurskim. Należy do diecezji mazurskiej Kościoła Ewangelicko-Augsburskiego w RP. 

## Historia
Początkowo Ukta należała do parafii ewangelickiej w Nawiadach. Do jej usamodzielnienia się doszło w 1846, a w skład nowej parafii skład zostały włączone następujące wsie i osady, wydzielone z parafii w Mikołajkach, Nawiadach oraz Piszu: Bobrówko, Chostka, Gałkowo, Gąsior, Guzianka, Iwanowo, Janowo, Kadzidłowo, Kamień, Kokoszka, Kotzig, Kowalik, Krutyń, Krutyński Piecek, Leodorwalde, Ładne Pole, Mościska, Nida, Nowa Ukta, Nowy Most, Orłówko, Piotrowo, Ratajowa Wola, Rosocha, Ruciane, Śwignajno Małe, Śwignajno Wielkie, Ukta, Małe Wejsuny, Wojnowo, Wólka, Wygryny, Wypad, Zielony Lasek, Zakręt, Zgon.
Z powodu braku własnej świątyni nabożeństwa odbywały się w budynku szkoły. Urząd pierwszego proboszcza objął ks. Gustaw Kendziora, pełniący stanowisko w latach 1846-1854. Po nim funkcję tę pełnili ks. Kanert, ks. Rogalski oraz ks. Sack.
Dzięki wcześniejszym staraniom księdza Kendziory w 1860 wmurowano kamień węgielny pod budowę kościoła, zaprojektowanego przez Johanna Großa. Patronem budowy został Wilhelm Friedrich Ludwig von Preußen, późniejszy cesarz niemiecki. Neogotycki, ceglany kościół z dzwonem umieszczonym w sygnaturce, poświęcono 4 września 1864. W 1874 powstał budynek domu parafialnego.
W 1907 powołany został filiał w Rucianem, posiadający własnego duchownego.
Stanowisko proboszcza sprawował w latach 1924-1936 ks. Albert Koßmann. Wtedy przed budynkiem kościoła została umieszczona tablica ku czci poległych podczas I wojny światowej. W 1927 przeprowadzony został również remont świątyni.
W październiku 1936 nowym proboszczem został ks. Theophil Flügge. Rok później do parafii liczącej 3300 wiernych należało 15 miejscowości, a kaplica zlokalizowana w Rucianem pozostawała nieobsadzona, w związku z czym nabożeństwa w niej sprawował dojeżdżający ks. Flügge.
Proboszcz Flügger został powołany do wojska w sierpniu 1943, wskutek czego parafią zarządzała jego żona, Hildegarda, która wyjechała z Ukty 22 stycznia 1945.
Po zakończeniu II wojny światowej i spadku liczebności wiernych kościoła ewangelickiego kościół w Ukcie kilkukrotnie zmieniał przynależność administracyjną. Początkowo należał do parafii w Mrągowie, następnie do parafii w Szczytnie, a od 1 stycznia 1981 stanowił filiał parafii w Piszu.
5 kwietnia 1981 nastąpiło włamanie wiernych kościoła rzymskokatolickiego do budynku kościoła, który przejęli na własny użytek. 22 września 1981 ewangelicy odzyskali z kościoła piec, krzyż ołtarzowy, drobne elementy wyposażenia oraz chrzcielnicę. Ostatecznie w 1983 parafia ewangelicka dokonała sprzedaży świątyni katolikom.  Chrzcielnica została umieszczona w kościele ewangelickim w Wejsunach. Obecnie znajduje się tam kościół Podwyższenia Krzyża Świętego.

## Współczesność
Ukta pozostaje filiałem wchodzącym w skład parafii ewangelicko-augsburskiej w Mikołajkach. Nabożeństwa prowadzone są w nowym kościele ewangelickim Apostoła Piotra w każdą niedzielę oraz święta.
Parafia w Mikołajkach prowadzi od grudnia 2004 Środowiskowy Dom Samopomocy w Ukcie. Odbywają są w nim warsztaty, terapie oraz działają pracownie dla osób upośledzonych umysłowo oraz chorych psychicznie. Ponadto od 2005 działalność prowadzi Ewangelicki Dom Opieki „Betezda”, zajmujący się osobami psychicznie chorymi.